# ドラゴン太極拳
『ドラゴン太極拳』（原題：太極氣功、英題：Born Invincible）は、1978年公開の香港映画。カーター・ワン主演。日本では劇場公開されず、1984年と1986年の2回『日曜洋画劇場』にてテレビ放送された。

## 概要
悪の親玉でありながら実質的主人公である銀魔王を俳優であると同時に本物の武道家でもあるカーター・ワン（黄家達）が務め、その相棒の金魔王を「少林寺三十六房」の天達将軍役で知られるロー・リエ（羅烈）が演じている。また武術指導を「キル・ビル」やジャッキー・チェンの拳シリーズで有名なユエン・ウーピン（袁和平）が担当。
テレビ放送時の日本語吹替版では銀魔王の声こそ「北斗の拳」のラオウ役等で知られる内海賢二が演じているものの、銀魔王に挑む岳明刀の声をジャッキー・チェンの吹き替えで有名な石丸博也、その弟弟子の李少君の声をサモ・ハン・キンポーの吹き替えで知られる水島裕が担当しているため、どことなく当時大流行していたジャッキー映画を彷彿させる作りとなっている。
前述の通り、本作はテレビ朝日系『日曜洋画劇場』で2回放送されたのみでコンテンツ化されておらず、現在では視聴する事が困難であるため、一部コアなファンの間では幻のカンフー映画として知られる。

## ストーリー
金銀山に棲む金魔王と銀魔王は比類なき拳法の達人で悪行の限りを繰り返し、人々から恐れられていた。ある日、雷平武館の門弟達が修行中に二人の魔王の手から逃れた父娘を救った事から、師範代と館長の雷平が殺されてしまう。師の仇を討つため、二人の魔王に門弟の筆頭格である岳明刀、その弟弟子の李少君、花如剣らが次々と戦いを挑むが…。

## 登場人物
銀魔王
本作の主人公。50年もの長きに渡る厳しい修行の末、髪は白髪となったが剣や槍をも通さぬ無敵の肉体を手に入れた超人的武道家。「ぴゅ～～～ん」という怪奇音と共に体が硬化していく。足で八卦陣を描きながら闘う「八卦の術」を必殺技とする。人々から魔王と呼ばれ恐れられてはいるものの、その闘い方は常にフェアであり、雷平武館の門弟達と比べると一見してどちらが悪役なのか分からないほどである。金魔王と違い、己の肉体のみで勝負する。金銀山に金魔王と一緒に棲んでいる。間違いなくカンフー映画史上最強のキャラクターの一人。
金魔王
金銀山に棲む銀魔王の相棒。武術の腕は確かではあるようだが、体一つで闘う銀魔王と違い、仕込み刀を施したトンファーを愛用するなど、卑怯な戦い方を得意とする。また時には銀魔王とのコンビ技も繰り出す。尚、行動を共にはしているが銀魔王との関係性は全くの不明。
白小鬼・黒小鬼
金魔王・銀魔王の子分。この二人との因縁から全ての戦いが始まった。悪党でありながら武器を持たない人間は絶対に殺さない紳士。
岳明刀
雷平武館師範代。毅然とした態度で門弟達を束ねる。師・雷平の仇を討つため金魔王に挑む。おかっぱ頭がトレードマーク。
李少君
雷平武館の門弟。岳亡き後の雷平武館のまとめ役。厳しい修行を経て、脅威の肺活力を生かした武器を用いて銀魔王と闘う。
花如剣
雷平武館の門弟で李少君の弟弟子。直情的で喧嘩っ早い性格。この人物の身勝手な行動から、雷平武館と金銀魔王一派の戦いが始まった。道場の戒律を破り、謹慎を言い渡されるが、他の門弟に気付かれないようにこっそりと修行を続け、銀魔王と闘った。女性に手が早い一面もある。
雷平
雷平武館の館長。道場を開いて40年、多くの弟子を育ててきた。その中の一人である師範代を金魔王に殺され、泣きながら剣を取り銀魔王に立ち向かう。

## キャスト
| 役名        | 俳優                 | 日本語吹替                                   |
| 役名        | 俳優                 | テレビ朝日版                                 |
| ----------- | -------------------- | -------------------------------------------- |
| 銀魔王      | カーター・ワン       | 内海賢二                                     |
| 金魔王      | ロー・リエ           | 柴田秀勝                                     |
| 柳晨林      | スー・ツェンピン     | 島宇志夫                                     |
| 李少君      | ワン・シャン         | 水島裕                                       |
| 岳明刀      | ロン・シージャー     | 石丸博也                                     |
| 花如剣      | ルン・クーン・モウ   | 井口成人                                     |
| 雷玲民      | ナンシー・イエン     | 向殿あさみ                                   |
| 雷平        | ロン・フェイ         | 大木民夫                                     |
| 白小鬼      | ユリー・ユエン       | 飯塚昭三                                     |
| 黒小鬼      | ユエン・シュン・イー | 嶋俊介                                       |
| 不明 その他 |                      | 筈見純 中原茂 及川ひとみ 荘司美代子 目黒裕一 |
|             |                      |                                              |
| 演出        | 演出                 | 春日正伸                                     |
| 翻訳        | 翻訳                 | 宇津木道子                                   |
| 効果        | 効果                 | 藤田信夫                                     |
| 調整        | 調整                 | 中村修                                       |
| 制作        | 制作                 | ザック・プロモーション                       |
| 解説        | 解説                 | 淀川長治                                     |
| 初回放送    | 初回放送             | 1984年3月18日 『日曜洋画劇場』               |

## スタッフ
- 監督・製作：ジョゼフ・クオ
- 脚本：姚慶康
- 武術指導：ユエン・ウーピン
- 撮影：呉国孝
- 音楽：フランキー・チェン